# Торета (Козенца)
Торета је насеље у Италији у округу Козенца, региону Калабрија.
Према процени из 2011. у насељу је живело 216 становника. Насеље се налази на надморској висини од 54 м.